# Lilya 4-ever
Pour plus de détails, voir Fiche technique et Distribution.
Lilya 4-ever est un film suédois réalisé par Lukas Moodysson et sorti en 2002.
Troisième long métrage du réalisateur, il a été le grand gagnant de la cérémonie des Gulbagge en 2003, avec cinq récompenses dont celles du meilleur film, du meilleur scénario et du meilleur réalisateur. Il a aussi été primé dans plusieurs festivals internationaux, et a été distribué dans de nombreux pays.
Le film, qui retrace l'itinéraire tragique d'une jeune victime du trafic humain, s'inspire largement de l'histoire vraie d'une jeune Lituanienne, Danguolė Rasalaitė.

## Synopsis
Lilya, 16 ans, vit dans une banlieue triste, quelque part en ex-Union soviétique. Elle rêve d'une vie meilleure. Sa mère vient de partir aux États-Unis avec son compagnon. Lilya espère les rejoindre, mais ne reçoit ni nouvelles ni argent. Il devient bientôt clair qu'elle a été abandonnée. Son seul ami est un garçon de 11 ans, Volodya. Ils traînent ensemble dans les rues et s'inventent des histoires pour que la vie soit plus belle. Mais un jour, Lilya tombe amoureuse d'Andreï, qui lui demande de le suivre en Suède pour commencer une nouvelle vie à deux…

## Fiche technique
Sauf indication contraire, les informations mentionnées dans cette section peuvent être confirmées par les bases de données cinématographiques  présentes dans la section « Liens externes ».
- Réalisation : Lukas Moodysson
- Scénario : Lukas Moodysson
- Musique : Nathan Larson
- Montage : Michal Leszczylowski, Oleg Morgunov, Bernhard Winkler
- Direction artistique : Josefin Åsberg
- Production : Lars Jönsson, Gunnar Carlsson, Tomas Eskilsson (coproducteur)
- Sociétés de production : Memfis Film, Det Danske Filminstitut, Film i Väst, Nordisk Film- & TV-Fond, Svenska Filminstitutet (SFI)
- Sociétés de distribution : Sandrew Metronome, Newmarket Films, A-Film Distribution
- Pays de production : Suède/Danemark
- Langues originales : russe, suédois, anglais
- Genre : drame
- Durée : 109 min
- Dates de sortie :
  - France : 16 avril 2003

## Distribution
Sauf indication contraire, les informations mentionnées dans cette section peuvent être confirmées par les bases de données cinématographiques  présentes dans la section « Liens externes ».
- Oksana Akinchina : Lilja
- Artyom Bogucharsky : Volodya
- Lyubov Agapova : La mère de Lilja
- Liliya Shinkaryova : Anna
- Elina Benenson : Natasha
- Pavel Ponomaryov : Andrei
- Tomasz Neuman : Witek
- Tõnu Kark : Sergei

## Distinctions
Sauf indication contraire, les informations mentionnées dans cette section peuvent être confirmées par les bases de données cinématographiques  présentes dans la section « Liens externes ».
- Festival international du film de Gijón 2002 :
  - Meilleure actrice pour Oksana Akinshina
  - Grand prix des Asturies
  - Prix spécial du jeune jury, Lukas Moodysson.
- Guldbagge Awards 2003 :
  - Meilleur film
  - Meilleure réalisation pour Lukas Moodysson
  - Meilleur scénario pour Lukas Moodysson
  - Meilleure actrice pour Oksana Akinshina
  - Meilleure photographie pour Ulf Brantås
- Festival du cinéma nordique de Rouen[Quand ?] :
  - Meilleure actrice pour Oksana Akinshina
  - Prix du jeune public pour Lukas Moodysson
- Festival international du film de Stockholm[Quand ?] :
  - Prix Canal+ pour Oksana Akinshina
  - Prix FIPRESCI pour Lukas Moodysson